# Броніслав Бернацький
Броніслав Бернацький (пол. Bronisław Bernacki; 30 вересня 1944, с. Мурафа — 12 листопада 2024, Вінниця) — римо-католицький духівник, єпископ Одесько-Сімферопольської дієцезії (2002—2020). За його управління був відновлений Кафедральний собор Успіння Пресвятої Діви Марії в Одесі на вулиці Європейській, який за радянських часів був перетворений у спортивний зал.

## Біографія
Народився 30 вересня 1944 року в с. Мурафа Вінницької області.
Навчався в Ризькій католицької семінарії. Висвячений у священики 28 травня 1972 року в Ризі. Після рукоположення служив парафіяльним священиком у місті Бар і сусідніх парафіях. З 1995 року — настоятель у рідному селі і генеральний вікарій Кам'янець-Подільської дієцезії.
4 травня 2002 року Святий Престол оголосив про створення Одесько-Сімферопольської дієцезії, до складу якої увійшли Крим, Одеська, Миколаївська, Херсонська і Кіровоградська області. Броніслав Бернацький був призначений єпископом новоствореного дієцезії. 4 липня 2002 року в Кам'янець-Подільському возведений у єпископський сан. Зведення на кафедру відбулося 13 липня 2002 року. Своїм єпископським девізом владика Бернацький обрав слова «Через Марію до Ісуса».
Єпископ Бернацький входив до складу Конференції католицьких єпископів України. При єпископській конференції очолював Комісію у справах мирян. Був ініціатором створення та керівником міжконфесійної Духовної ради християнських конфесій м. Одеси та Одеської області.
18 лютого 2020 року папа Франциск прийняв зречення з уряду ординарія Одесько-Сімферопольської дієцезії РКЦ в Україні Броніслава Бернацького, а його наступником став єпископ Станіслав Широкорадюк, дотеперішній коад'ютор дієцезії.
Від 18 лютого 2020 — 12 листопада 2024 служив і проживав у своїй рідній парафії в селі Мурафа, Вінницької області — у парафії НЗПДМ, під титулом Санктуарій Матері Божої Мураховської.
Помер у вінницькій лікарні 12 листопада 2024 року. Буде похований в рідному селі Мурафа, Вінницької області.

## Нагороди
- Командорський хрест ордена «За заслуги перед Польщею»[5].